# Pampa (bolet)
La pampa, barret de frare, candela de bruc o porrosa (Infundibulicybe geotropa) és una espècie de bolet agarical de la família de les omfalinàcies (Omphalinaceae). És un bolet molt apreciat en indrets concrets com ho fa pensar els molts noms populars que té. Viu en els marges i a les clarianes dels boscos, en llocs on hi hagi herba i, sovint, forma erols. És un bon comestible. Dels exemplars més grossos, és millor rebutjar-ne el peu, que resulta dur i estellós.

## Etimologia
El mot geotropa prové de la paraula grega gê que vol dir "terra", i tropé que significa "direcció", perquè sembla indicar la forma del barret girat o dirigit cap a terra).

## Morfologia
Els exemplars joves d'aquest bolet mostren una certa desproporció entre el peu obès i un barret petit i punxegut. Quan creixen, el barret s'eixampla i conserva sempre una mamella a la seua part central, llevat dels més vells, que arriben a formar-hi una concavitat. D'aspecte eixut, és tot ell d'un color camussa, de vegades més grogós o bé ataronjat. Ben desenvolupat pot arribar a aixecar uns 15 cm d'alçària i el capell pot fer ben bé 20 cm de rotllana. Les làmines són decurrents i s'enfosqueixen una mica, amb el temps. La carn és blanquinosa i ferma, amb una certa olor de fruites, potser d'ametlles amargants, força agradable.

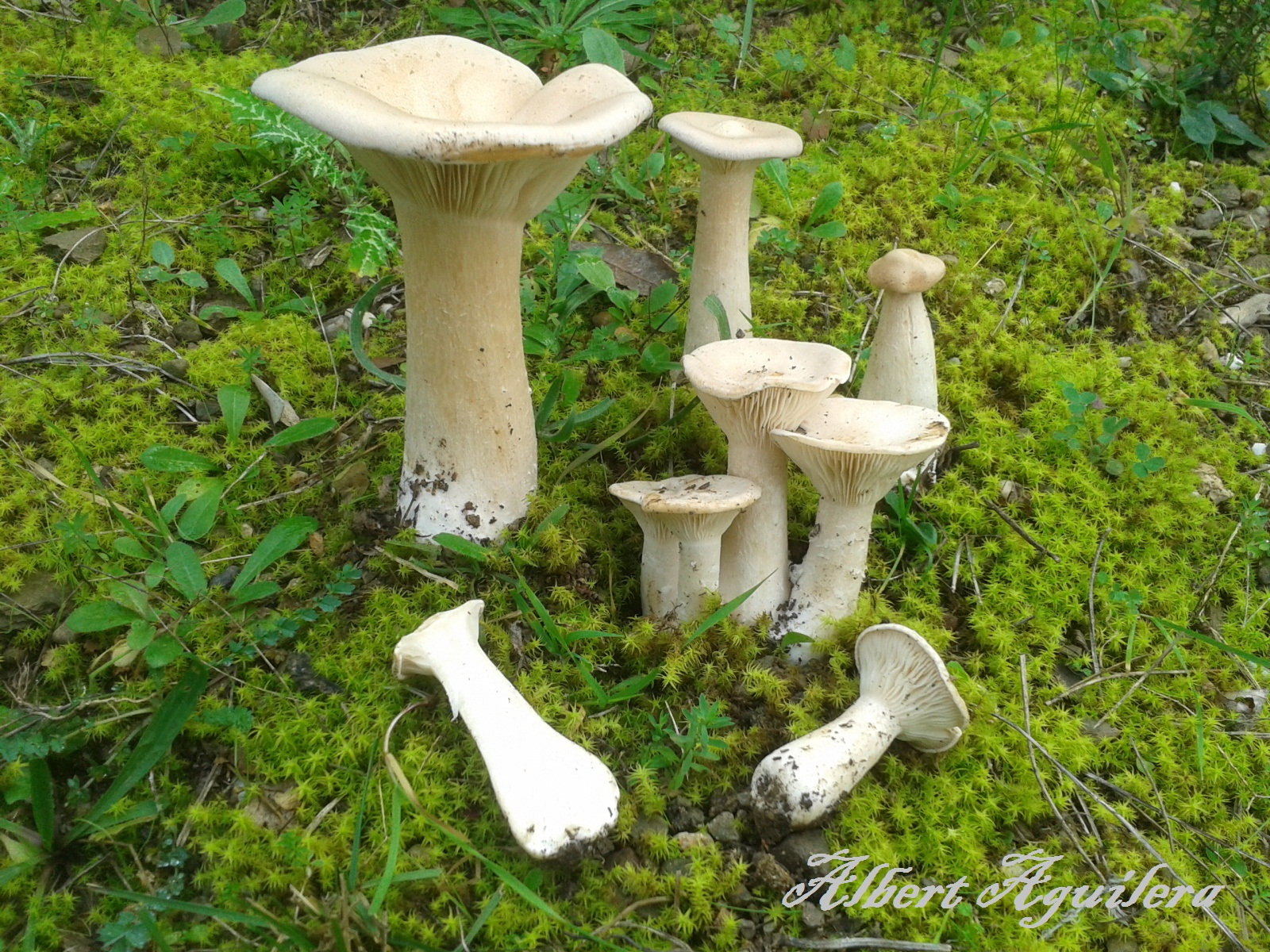
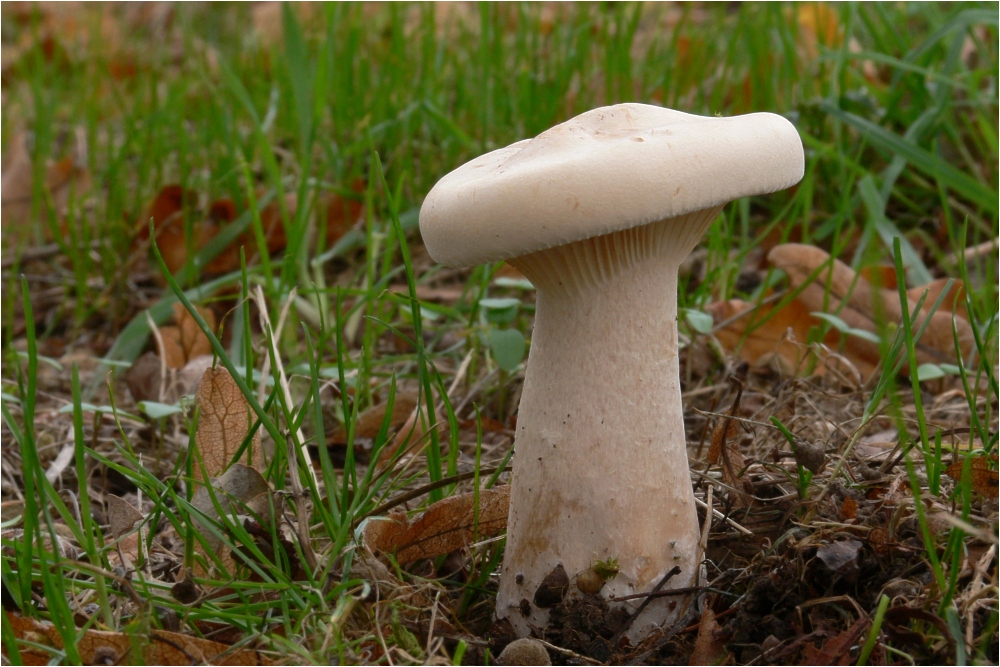